# Shunta Nagai
Shunta Nagai (永井 俊太 Nagai Shunta?, nacido el 12 de julio de 1982 en Tokio) es un exfutbolista japonés. Jugaba de centrocampista y su último club fue el Ehime FC de Japón.

## Trayectoria

### Clubes
| Club           | País  | Año         |
| -------------- | ----- | ----------- |
| Kashiwa Reysol | Japón | 2001 - 2009 |
| Mito HollyHock | Japón | 2004 - 2005 |
| Ehime FC       | Japón | 2009        |